# Wallie goes to Rhymeland
Wallie goes to Rhymeland is een computerspel dat in 1984 werd uitgegeven door Interceptor Software voor de Commodore 64. De muziek is van Graham Hansford en de programmeur van het spel is Andrew Challis. Het platformspel is Engelstalig. Het spel kent vijf levels en is gebaseerd op de liedjes: Humpty Dumpty, Hey Diddle Diddle, Little Miss Muffet en The Owl and the Pussycat.